# Balmazújváros
Balmazújváros is een plaats (város) en gemeente in het Hongaarse comitaat Hajdú-Bihar. Balmazújváros telt 17 752 inwoners (2007).